# Arctorthezia antiqua
Arctorthezia antiqua är en insektsart som beskrevs av Koteja och Zak-ogaza 1988. Arctorthezia antiqua ingår i släktet Arctorthezia och familjen vaxsköldlöss. Inga underarter finns listade i Catalogue of Life.